# Cosmos 211
Cosmos 211 (en cirílico, Космос 211) fue un satélite artificial militar soviético perteneciente a la clase de satélites DS (de tipo DS-P1-Yu) y lanzado el 9 de abril de 1968 mediante un cohete Kosmos-2I desde el cosmódromo de Plesetsk.

## Objetivos
Cosmos 211 fue parte de un sistema de satélites utilizados como objetivos de prueba para el sistema de radares antibalísticos soviéticos. Los satélites del tipo DS-P1-Yu fueron desarrollados por V. M. Kovtunenko en la OKB-586 y fueron utilizados hasta 1978, con un total de 78 lanzamientos.
El propósito declarado por la Unión Soviética ante la Organización de las Naciones Unidas en el momento del lanzamiento era realizar "investigaciones de la atmósfera superior y el espacio exterior".

## Características
El satélite tenía una masa de 400 kg (aunque otras fuentes indican 250kg). El satélite fue inyectado inicialmente en una órbita con un perigeo de 210 km y un apogeo de 1574 km, con una inclinación orbital de 81,9 grados y un periodo de 102,3 minutos.
Cosmos 211 reentró en la atmósfera el 10 de noviembre de 1968.